# Maniago
Maniago (friuli nyelven Manià) település Olaszországban, Friuli-Venezia Giulia régióban, Pordenone megyében. Lakosainak száma 11 526 fő (2023. január 1.). Maniago Andreis, Arba, Fanna, Montereale Valcellina, Vajont, Vivaro, Frisanco és San Quirino községekkel határos.

## Népesség
A település lakossága az elmúlt években az alábbi módon változott:
| Lakosok száma | 11 752 | 11 746 | 11 526 |
|               | 2017   | 2018   | 2023   |